# Haramonadaceae
Famille
Les Haramonadaceae sont une famille d'algues de l'embranchement des Ochrophyta  de la classe des Raphidophyceae et de l’ordre des  Chattonellales.

## Étymologie
Le nom vient de l’ancien genre type Haramonas, dérivé du préfixe latin hara, « abris pour les animaux », et du suffixe latin monas, issu du grec et μονασ / monas, « seul, solitaire, isolé ».

## Liste des genres
Selon AlgaeBase (4 mars 2022) :
Aucun taxon subordonné.

## Taxonomie
Depuis 2015, Kawai et Nakayama classent l'ancien genre type Haramonas dans  la famille des Vacuolariaceae.